# 井上サトル
井上 サトル（いのうえ サトル、1941年 - 2014年）は、日本の漫画家。福島県出身。
聖教新聞に長年に渡り4コマ漫画を連載していた。特に『バリバリ君』は35年間にかけて、全10886回連載された。晩年は、雑誌『第三文明』（第三文明社）のホームページに「バリバリ君Jr.」を連載していた。

## 主な作品リスト
- かちどき君（1961年1月1日 - 1964年5月1日、聖教新聞）
- バリバリ君（1968年7月6日 - 2003年3月31日、聖教新聞）
- バリバリ君Jr.（第三文明ホームページ。その月に発売される「第三文明」からの記事内容を漫画で紹介）

### 「バリバリ君」の主なキャラクター
幸山バリバリ
創価学会男子部員。20代と思われる。
幸山福造
創価学会壮年部員。バリバリの父。「福造」の命名は、創価学会第三代会長の池田大作による。2男2女の父。
幸山徳子
創価学会婦人部員。バリバリの母。「徳子」の命名は、創価学会第三代会長の池田大作による。2男2女の母。
幸山パリ子
創価学会女子部員。バリバリの妹。
幸山リキ
創価学会少年部員。バリバリの弟。
幸山ピヨ
創価学会少女部員。バリバリの妹。